# Éditions Midi trente
 (mai 2019).
Si vous disposez d'ouvrages ou d'articles de référence ou si vous connaissez des sites web de qualité traitant du thème abordé ici, merci de compléter l'article en donnant les références utiles à sa vérifiabilité et en les liant à la section « Notes et références ».
Les Éditions Midi trente est une maison d'édition québécoise spécialisée en psychologie, en santé et en éducation.

## Présentation
Fondées en 2010 par Jacinthe Cardinal et Marianne Tremblay, les Éditions Midi trente ont publié plus de deux cents ouvrages spécialisés en psychoéducation, psychologie, neuropsychologie, éducation spécialisée, éducation, parentalité, santé.
Les Éditions Midi trente publient des guides pratiques, des ouvrages de vulgarisation et des outils d'intervention pour les enfants et les adolescents ainsi que pour les parents, les enseignants et les intervenants. Leurs auteurs sont pour la plupart issus du domaine de la santé et de l'éducation (psychologues, orthophonistes, enseignants, psychiatres, éducateurs spécialisés, psychoéducateurs, neuropsychologues).

### Domaines de spécialisation
- Éducation spécialisée

### Liste des principaux thèmes abordés
- Adolescence
- Anxiété
- Apprentissage
- Autisme
- Colère
- Comportement
- Douance
- Émotions
- Estime de soi
- Habitudes de vie
- Habiletés sociales
- Image corporelle
- Intimidation
- Méditation
- Motivation scolaire
- Neurosciences
- Trouble oppositionnel
- Santé mentale
- Troubles d'apprentissage

## Auteurs
- Marina Attié, M. Ps., neuropsychologue
- Élodie Authier, psychologue et neuropsychologue
- Céline Arseneault, naturopathe, infirmière
- Mélanie Bilodeau, psychoéducatrice
- Marianne Bélanger, Psy.D. / Ph. D., psychologue et neuropsychologue
- Caroline Berthiaume, Ph. D., psychologue
- Geneviève Bérubé, orthopédagogue
- Solène Bourque, psychoéducatrice
- Marie-Josée Caron, neuropsychologue
- Josiane Caron Santha, ergothérapeute
- Alessandra Chan, psychologue
- Suzie Chiasson-Renaud, psychoéducatrice
- Geneviève Côté, orthophoniste
- Nathalie Couture, M. A. psychologue
- Marie-Anne Dayé
- Martine Desautels, enseignante
- Stéphanie Deslauriers, psychoéducatrice
- Nancy Doyon, éducatrice spécialisée
- Nathalie Duchemin, psychoéducatrice
- Geneviève Dufour, psychoéducatrice
- Marianne Dufour, psychothérapeute
- Julie Duval, psychologue et neuropsychologue
- Isabelle Geninet, Ph. D., psychologue
- Vanessa Germain, Ph. D., psychologue
- Marie-Ève Grisé-Bolduc, M. Sc. en psychoéducation
- Marie-Claude Guay, Ph. D., neuropsychologue
- Marie-Julie Hamel, psychoéducarice, thérapeute conjugale et familiale, psychothérapeute
- Benoit Hammarrenger, Ph. D., neuropsychologue
- Sylvie Lachance, éducatrice spécialisée
- Éric Lacourse, Ph. D., psychologue, professeur et chercheur
- Camille Lagacé-Labonté, D. Ps., psychologue
- Anick Laverdure, psychologue, psychothérapeute
- Ariane Leroulx-Boudreault, Ph. D., psychologue
- Catherine Malboeuf-Hurtubise, Ph. D., psychologue
- Geneviève Marcotte, Ph. D., psychologue
- Sandra Morin, psychoéducatrice
- Charlotte Parent, illustratrice et autrice
- Nathalie Parent, psychologue
- Julie Philippon, enseignante
- Marie-Claude Potvin Girard, pédopsychiatre
- Marie-Michèle Ricard, psychoéducatrice
- Annie Sanscartier, neuropsychologue
- Amélie Seidah, Ph. D., psychologue
- Édith Saint-Jean Trudel, Ph. D., psychologue
- Cathy Tétreault, directrice-fondatrice du Centre Cyber-aide
- Julie Vadeboncoeur, PH. D., psychologue
- Aicha Van Dun, enseignante
- Dominique Vézina, enseignante